# Acronyctodes leonilaria
Acronyctodes leonilaria là một loài bướm đêm trong họ Geometridae.